# Na Budownej
Na Budownej (856 m) – szczyt w Paśmie Policy w Beskidzie Żywieckim, które w regionalizacji fizycznogeograficznej Polski według Jerzego Kondrackiego Pasmo Policy należy do Beskidu Żywieckiego, w nowszej regionalizacji z 2018 roku do Beskidu Żywiecko-Orawskiego. Znajduje się w północnej grzędzie Policy, oddzielony od niej wyraźną, bezleśną przełęczą, na której znajduje się pole Rówienki. Na Budownej to szczyt zwornikowy, rozgałęziający się na dwa ramiona: północno-zachodnie ze szczytem Szczurkówka i północne, niżej zakręcające na wschód ze szczytem Gronie.
Nazwa szczytu pochodzi od znajdującego się na jego płaskim grzbiecie przysiółka Budowna należącego do miejscowości Skawica w województwie małopolskim, w powiecie suskim, w gminie Zawoja. Grzbietem szczytu Na Budownej biegnie granica między tą wsią a wsią Zawoja. Wschodnie, częściowo bezleśne i bardziej łagodne stoki należą do wsi Skawica, zachodnie, bardziej strome i porośnięte lasem należą do wsi Zawoja. Zachodnie stoki tworzą orograficznie prawe zbocza doliny potoku Skawica Górna.